# Nicéforo Maleíno
Nicéforo Maleíno (em grego medieval: Νικηφόρος ὁ῾ Μαλεῖνος/Μαλέϊνος; romaniz.: Nikephóros ò' Maleinos/Maléinos) foi oficial bizantino do século IX.

## Vida
Nicéforo é o primeiro membro conhecido da família Maleíno. Era filho ou irmão de Eustácio; alguns suspeitam que fosse tio ou pai do último. Oponente de Simbácio e Jorge, em 866 distribuiu documentos do exército contra ambos e capturou Simbácio em Celtzena, levando-os à Igreja de São Mamas diante do imperador Miguel III, o Ébrio (r. 842–867). Alguns autores sugeriram que fosse pai de Leão Maleíno.